# Henschel D600

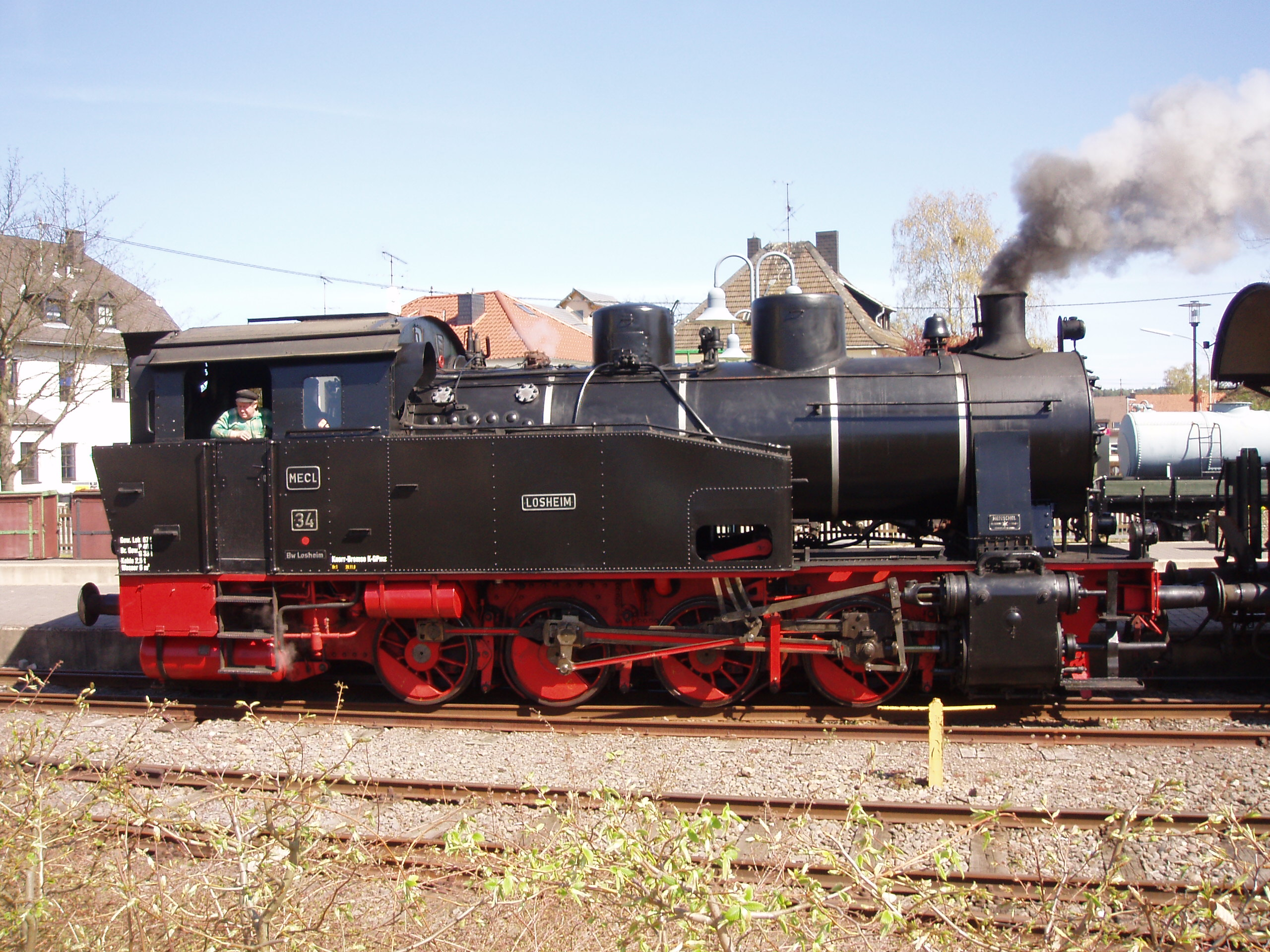
La D600 "34" (29892) du chemin de fer touristique de Losheim am See (en 2007).

La Henschel D 600 est une locomotive à vapeur tender industrielle construite par Henschel & Sohn à Cassel. La désignation "D 600" indique qu'il s'agit d'une locomotive de l'agencement de roue "D", soient 4 essieux moteurs couplés  (classe UIC) et une puissance d'environ 600 CV et d'une vitesse maximum de 40 km/h. Le D 600 est un développement ultérieur du type "Essen" de la fin des années 1930. 
Après la seconde guerre mondiale de 1947 à 1952, Henschel produisit une cinquantaine de locomotives de ce type. Elles furent livrées à de nombreux clients. Parmi ceux-ci, 8 exemplaires se retrouveront aux mines Gelsenkirchener Bergwerks-AG (GBAG), et trois aux mines de charbon de Mathias Stinnes.

## Histoire
Les ateliers ont produit cinq séries de cette machine pour leurs clients : 
- Fin 1947 - Début 1948 : numéros de fabricant 29883 à 29897 (15 unités)
- Début 1949 : numéros de fabricant 25158 à 25173 (sauf 25161 - 15 unités)
- Fin 1949 : numéros de fabricant 25720 à 25734 (15 unités)
- Courant 1951 : numéros de fabricant 25244 à 25248 (5 unités)
- Courant 1952 : numéros de fabricant 26478 à 26472 (5 unités).

En 2017, on compte sept machines préservées, dont trois en état de marche.
- 29884 au Chemin de fer à vapeur Termonde - Puurs. Livrée initialement au chemin de fer l'arrondissement (kreis) de Bad Hersfeld.
- 29885 au musée automobile et technologique de Sinsheim.
- 29892 et 25246 au chemin de fer touristique de Losheim am See. Opérationnelle.
- 29893 au chemin de fer touristique "Schluff" à Krefeld. Livrée initialement à la mine "Graf Bismarck" de Gelsenkirchen. Opérationnelle et équipée d'une nouvelle chaudière en 2007. Elle a également été convertie pour la chauffe au mazout.
- 29895 au chemin de fer touristique à vapeur de Hildesheim depuis 2009, après avoir longtemps été exposée en monument dans une pleine de jeux de Ricklingen (Hanovre).
- 25167 au musée de la vapeur de Tuttlingen.
- 25724 au train à vapeur des Cévennes. Opérationnelle. Chaudière remplacée en 2009.
- 25481 au chemin de fer à vapeur du Weserbergland.